# Руска глад (1601—1603)
Руска глад (1601—1603) је период неродних година у Русији за време Смутног времена. Трогодишња неродица и глад однели су неколико стотина хиљада живота. Глад је била можда главни катализатор друштвених немира у Време смутње, и посредно је утицала на пропаст цара Бориса Годунова, успон Лажног Димитрија и устанак Болотњикова.

### Руска пољопривреда у 16—17. веку
Иако је расположиво земљиште у Русији било веома пространо, квалитет земље био је слаб (дебљино до 8цм, са 1-4% хумуса), методе обраде примитивне, а сезона без мраза трајала је од средине маја до краја септембра, ретко више од 120 дана. Зимски раж био је основна култура, са приносом од највише 3 зрна за свако посејано, двоструко мање него у западној Европи у 15. веку. Од поврћа гајио се купус, краставци, грашак, репа и лук, док су печурке, купине и лешници сакупљани по шумама. Стока се није могла хранити преко зиме, па се месо јело ретко, риба нешто чешће, а пила се медовина. Кокошке су носиле само једно јаје недељно. Узевши у обзир редовна давања држави и власнику земље, руски сељаци били су на ивици глади чак и у родним годинама.

### Узастопне неродне године
По речима савременика, у неродним годинама 1601-1603. јело се све: "трава, мртве животиње, пси, кора липова, кора букова". Мноштво изгладнелих сељака почело се бавити разбојништвом. Појавило се и људождерство, а онда је на изгладнеле наишла куга. Изгладнели народ навалио је у Москву: по неким летописима од глади је само у Москви умрло 120.000 људи (неки извори дају чак 500.000 људи). У јесен 1603. војска је угушила устанак сељака у околини Москве, које је предводио разбојник Хлопко, а мање побуне угушене су широм Русије.

### Мере државе
Цар Борис Годунов интересовао се за сиротињу, а када је наступила неродна година и глад, наредио је да се гладнима бесплатно дели жито из државних житница и предузима велике јавне радове да би помогао оскуднима. Међутим, сујеверни су ширили приче да је глад у Русији божја казна за царев грех-неразјашњену смрт царевића Димитрија Ивановича 1591.

### Последице
Дуготрајна глад је свет бацила у очајање и чак га довела до људождерства. Због глади масе робова беху од господара истеране из кућа. Те масе су стварале читаве чете разбојника, чак у близини саме Москве, док је други њихов део бежао преко границе, у Украјину, која је била сва у врењу и само чекала знак за упад. Тај дуго очекивани знак дала је једна личност тамног и непознатог порекла, Лажни Димитрије.